# مهدی جعفری
مهدی جعفری (زاده ۱۳۴۸) کارگردان فیلم، مدیر فیلمبرداری و مستندسازاست.

## زندگینامه هنری
جعفری متولد ۱۳۴۸ اهواز است. پس از جنگ ایران و عراق همراه با خانواده به اصفهان نقل مکان کرده و موقتاً در شهر نجف آباد ساکن شدند. او پس از یک دوره کوتاه بازیگری در تئاتر، کار فیلمسازی را از سال ۱۳۶۴ با حضور در انجمن سینمای جوانان نجف آباد آغاز کرد؛ سپس در سال ۱۳۶۷ وارد دانشکده سینما تئاتر دانشگاه هنر تهران شد و تحصیلات خود را در رشته کارشناسی کارگردانی سینما تکمیل کرد. وی از ۱۳۷۳ به ساخت فیلم‌های کوتاه داستانی روی آورد و از سال ۱۳۸۳ به عنوان مدیر فیلمبرداری در سینمای ایران مشغول به کار است. مهدی جعفری در کنار فیلمبرداری سینما ساخت چندین مستند کوتاه و بلند را نیز در کارنامه خود دارد. او همچنین عضو هیئت مؤسس انجمن فیلم کوتاه ایران در خانه سینما است. حضور یکی از فیلم‌های کوتاه او به نام کمی بالاتر در میان ده فیلم بخش مسابقه فیلم‌های کوتاه جشنواره بین‌المللی فیلم برلین در سال ۲۰۰۶ به عنوان یکی از افتخارات فیلم کوتاه ایران به‌شمار می‌رود. وی در سی و نهمین جشنواره فیلم فجر سیمرغ بلورین بهترین کارگردانی را برای فیلم سینمایی یدو دریافت کرد.

## فیلم‌شناسی

### کارگردان

#### فیلم‌های سینمایی
- اشک هور (‍۱۴۰۳)
- یدو - (۱۳۹۹)
- ۲۳ نفر - (۱۳۹۷)
- ایستگاه اتمسفر - اولین فیلم سینمایی (۱۳۹۵)
- بلوگا - فیلم سینمایی/تلویزیونی (۱۳۹۳)
- نقش و نقاش - فیلم سینمایی/تلویزیونی (۱۳۸۷)

#### فیلم‌های کوتاه داستانی
- با مادریزرگ (۱۳۷۳)
- زیارت (۱۳۷۷)
- برکه (۱۳۷۹)
- همه روزهای خوب (۱۳۸۴)
- کمی بالاتر (۱۳۸۵)
- پنحره (۱۳۸۶)

#### فیلم‌های مستند
- قصه‌ها - دربارهٔ هوشنگ مرادی کرمانی (۱۳۸۰)
- هرکجا بروم آسمان مال من است (۱۳۸۶)
- مجموعه مستند ۲۳ نفر (۱۳۸۴الی ۱۳۸۷)
- نام و نشان (۱۳۹۳)

### مدیر فیلمبرداری
- آبادان یازده ۶۰ (۱۳۹۸)
- به وقت شام (۱۳۹۶)
- خجالت نکش (۱۳۹۶)
- خشکسالی و دروغ (۱۳۹۴)
- بارکد (۱۳۹۴)
- عصر یخبندان (۱۳۹۳)
- خط ویژه (۱۳۹۲)
- مردن به وقت شهریور (۱۳۹۲)
- دهلیز (۱۳۹۱)
- به خاطر پونه (۱۳۹۱)
- یک خانواده محترم (۱۳۹۰)
- بی خداحافظی (۱۳۹۰)
- هرچی خدا بخواد (۱۳۸۹)
- بی‌انتها (۱۳۸۹)
- سفر مرگ (۱۳۸۷)
- اتوبوس شب (۱۳۸۵)
- روز برمی‌آید (۱۳۸۵)
- ما همه خوبیم (۱۳۸۳)

سریال
- مینی سریال تحقیر به کارگردانی ایرج کریمی ۱۳۸۸

## جوایز و نامزدی‌ها
۱- جایزهٔ ویژهٔ هیئت داوران جشنوارهٔ تورین - ایتالیا (۱۳۷۹) برای فیلم زیارت
۲-جایزهٔ بهترین فیلم کوتاه تجربی از جشنوارهٔ فیلم کوتاه تهران (۱۳۸۱) برای فیلم برکه
۳- جایزهٔ بهترین فیلم کوتاه از جشن خانه سینما برای فیلم کمی بالاتر (۱۳۸۴)
۴- جایزهٔ بهترین فیلم کوتاه از جشنواره دیدار ـ تاجیکستان (۲۰۰۷) برای فیلم کمی بالاتر
۵-جایزهٔ بهترین فیلم کوتاه از جشنواره حقوق بشر کابل (۲۰۱۱)
۶-جایزهٔ بهترین فیلم مستند از فسیتوال فیلم قبرس برای فیلم هر کجا بروم آسمان مال من است (۲۰۱۰)
۷- جایزهٔ سیمین بهترین فیلم کوتاه از بخش بین‌الملل جشنوارهٔ فیلم رشد (۱۳۸۵) برای فیلم همهٔ روزهای خوب
۸- جایزهٔ فرانچسکوگارسیا از جشنوارهٔ هوسکا اسپانیا (۲۰۰۷) برای فیلم پنجره
۹- جایزهٔ بهترین تصویربرداری از جشنوارهٔ بین‌المللی رشد (۱۳۷۹) برای فیلم مستند صنعتی دام
۱۰-جایزهٔ بهترین فیلم‌برداری از دومین جشنواره مستند کیش برای فیلم مستند داستانی یموت یک خانه یک ایل
۱۱- جایزه بزرگ شهید آوینی از جشنواره سینما حقیقت برای فیلم مستند نام ونشان (۱۳۹۴)
1. جایزه بهترین دستاورد فنی و هنری از پنجمین جشنواره بین‌المللی فیلم شهر برای فیلمبرداری فیلم عصر یخبندان
2. نامزد دریافت سیمرغ بلورین بهترین فیلمبرداری از جشنواره فیلم فجر برای فیلم‌های ما همه خوبیم و عصر یخبندان

۱۴- دیپلم افتخار جشنواره فیلم‌های کودک و نوجوان اشلینگل آلمان (۲۰۱۶) برای فیلم سینمایی بلوگا
۱۵- سیمرغ زرین بهترین فیلم از نگاه ملی از سی و هفتمین جشنواره فیلم فجر برای فیلم سینمایی ۲۳ نفر
۱۶-پروانه زرین بهترین فیلمنامه و بهترین فیلم از بخش ملی و جایزه بهترین کارگردانی از بخش بین‌الملل سی و دومین جشنواره فیلمهای کودکان و نوجوانان اصفهان برای فیلم سینمایی ۲۳ نفر
۱۷-سیمرغ بلورین بهترین کارگردانی از سی و نهمین جشنواره فیلم فجر برای فیلم یدو (۱۳۹۹)
۱۸- پروانه زرین بهترین کارگردانی بخش بین الملل  از سی و چهارمین جشنواره فیلم های کودکان ونوجوانان اصفهان برای فیلم سینمایی یدو -۱۴۰۰
۱۹- برنده جایزه سیفژ برای فیلم یدو در سی و چهارمین جشنواره بین المللی فیلم های کودکان و نوجوانان اصفهان -۱۴۰۰